# Békés
Békés (ungerskt uttal: [ˈbeːkeːʃ], rumänska: Bichiș, slovakiska: Békéš, tyska: Bekesch) är en stad och kommun i distriktet Békés i provinsen Békés i sydöstra Ungern. Den ligger vid floden Körös, cirka 178 kilometer sydost om Budapest. Kommunen har 17 526 invånare (2024), på en yta av 127,23 km².

## Historia
Området runt den nuvarande staden har varit bebott sedan urminnes tider, på grund av dess goda jord och dess närhet till vattendrag. Efter att ungrarna erövrade området kom Békés och dess omgivningar att bli underställda Csoltklanen. Många dokument från 1200-talet visar att Békés var provinsens administrativa centrum.
1566 ockuperades slottet Gyula av den osmanska armén och Békés hamnade likaså under osmanskt styre. Osmanerna byggde ett befäst slott i staden, men det förstördes 1595 när osmanerna försvarade Gyula mot ungrarna som försökte återerövra det. Området övergavs. Exakt 100 år senare, år 1695, befriades Békés från det osmanska väldet.
Under frihetskampen ledd av prins Frans II Rákóczy under början 1700-talet övergavs området Békés igen och för sista gången. År 1720 gavs provinsen Békés till John George Harruckern genom ett kungligt avtal. Han gav privilegier till områdets livegna och befolkningen växte gradvis.
I slutet av 1700-talet hade staden redan sina nuvarande fem distrikt med protestantiska, katolska och grekisk-ortodoxa kyrkor samt den judiska synagogan. De romersk-katolska och grekisk-ortodoxa kyrkorna och den judiska synagogan ligger alla nära varandra. De årliga översvämningarna i floden Körös var ett betydande problem fram till 1850-talet då floden reglerades.
År 1872 blev Békés åter klassificerad som by och inte förrän hundra år senare fick den tillbaka stadsrättigheterna.
Vid 1900-talets början utvecklades Békés snabbt och flera nya byggnader byggdes. Under de båda världskrigen utkämpades inga större strider i området. Békés befriades från nazisterna den 6 oktober 1944. Efter kriget påskyndades industrialiseringen. Den 15 april 1973 fick Békés stadsrättigheter.
Idag finns flera etniska grupper i Békés, bland annat ungrare och romer, och på grund av stadens närhet till den rumänska gränsen utgör rumäner cirka 5 % av befolkningen.

## Vänorter
- Gheorgheni, Rumänien (1993)
- Novi Itebej, Serbien (2006)
- Myszków, Polen (2014)
- Cauaceu, Rumänien (2016)